# Urbi & Orbi
Urbi & Orbi ist ein gemeinsames Projekt der beiden deutschen Musikproduzenten Dave Roth und Frank Ramond, dessen Name dem päpstlichen Segen Urbi et orbi entlehnt ist. 
Anlässlich der Wahl von Joseph Ratzingers zum Papst am 19. April 2005 vertonten Roth und Ramond mit dem Berliner Sänger Buddy die von der Bild-Zeitung geprägte Schlagzeile „Wir sind Papst!“ als Dancehall-Song. Die Gestaltung des Plattencovers und des zugehörigen Videoclips übernahm Peter Burtz, der Produzent der Gerd-Show.
Die Single wurde Anfang Mai 2005 veröffentlicht und erreichte kurze Zeit später die deutschen Charts, auf der B-Seite war das Stück Papamobil. Weitere Veröffentlichungen gab es nicht. 

## Diskografie
Singles
- 2005: Wir sind Papst! (Urbi & Orbi feat. Buddy)